# Asterolepis
Asterolepis is een geslacht van vlinders van de familie bladrollers (Tortricidae), uit de onderfamilie Tortricinae.

## Soorten
- A. brandti Common, 1965
- A. earina Common, 1965
- A. glycera (Meyrick, 1910)